# 7 CLIPS
『7 CLIPS』（セブン クリップス）は、GRAPEVINEのPV集である。1999年5月19日にポニーキャニオンより発売された。

## 概要
- GRAPEVINE初のPV集。メジャーデビュー後初の作品となった『覚醒』から2枚目のアルバム『Lifetime』までのシングル・アルバム曲のPV全7曲が収録されている。
- 当初はVHSで発売されたが、2002年9月4日にDVDで再発された。

## 収録曲
1. いけすかない
2. 光について
3. スロウ
早朝の新宿で撮影。
4. 白日
5. 君を待つ間
6. そら
7. 覚醒